# Laćarak
Laćarak (en serbe cyrillique : Лаћарак) est une localité de Serbie située dans la province autonome de Voïvodine et sur le territoire de la ville de Sremska Mitrovica, district de  Syrmie (Srem). Au recensement de 2011, elle comptait 10 638 habitants.
Laćarak, officiellement classé parmi les villages de Serbie, est une communauté locale, c'est-à-dire une subdivision administrative, de la Ville de Sremska Mitrovica. Par sa population, Laćarak est l'un des plus grands « villages » de Voïvodine et de Serbie.

## Géographie

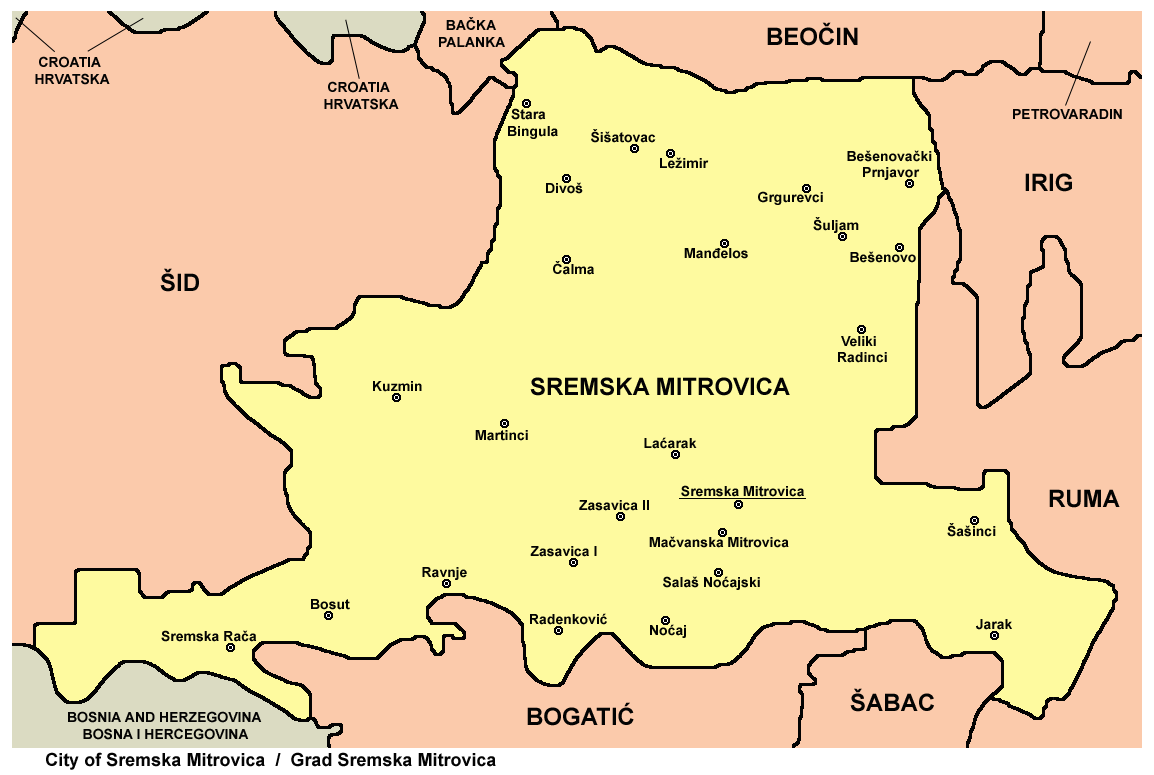
Localisation de Laćarak dans la ville de Sremska Mitrovica

Laćarak se trouve dans la région de Syrmie. La localité est située sur la rive gauche de la Save. Son territoire, qui s'étend sur 55,54 km2, compte 4 544 ha de terres arables, 41 ha de forêt et 5 ha de prairies.

## Histoire
Même si les fouilles archéologiques témoignent d'une présence humaine humaine dans la région depuis le Néolithique, l'origine de Laćarak remonte au Moyen Âge.
Les premières données fiables concernant la localité remontent à l'Empire ottoman. Déserté au moment de la conquête turque de la Syrmie, le lieu fut repeuplé par des habitants venus du sandjak de Smederevo. Dans la seconde moitié du XVIe siècle, les premiers « princes » (knezovi) du village furent Pavel Lukac et Ilija Pavel, le premier étant vraisemblablement le père du second.

## Démographie

### Évolution historique de la population
| 1948  | 1953  | 1961  | 1971  | 1981  | 1991   | 2002   | 2011   |
| ----- | ----- | ----- | ----- | ----- | ------ | ------ | ------ |
| 4 356 | 4 455 | 5 902 | 8 121 | 9 718 | 10 235 | 10 893 | 10 638 |

|  |

### Données de 2002
Pyramide des âges (2002)
En 2002, l'âge moyen de la population était de 36,9 ans pour les hommes et 39,5 ans pour les femmes.
Répartition de la population par nationalités (2002)
En 2002, les Serbes représentaient 90,5 % de la population ; la localité comptait des minorités croates, hongroises, ukrainiennes et roms, représentant respectivement 1,6, 1,3, 1,2 et 1 % de la population.

### Données de 2011
En 2011, l'âge moyen de la population était de 41 ans, 39,6 ans pour les hommes et 42,4 ans pour les femmes.

## Vie locale
Laćarak abrite une école maternelle, l'école Pčelica, et une école élémentaire (en serbe : osnovna škola), l'école Triva Vitasović Lebarnik, dont l'origine remonte à 1733.
La localité possède une poste, un centre médical, une maison de la culture et un stade.

## Tourisme
L'église Saint-Michel de Laćarak remonte à la seconde moitié du XVIIIe siècle ; la localité abrite également un ambar (grenier) remontant à la première moitié du XIXe siècle. Ces deux constructions sont inscrites sur la liste des monuments culturels de grande importance de la république de Serbie.

## Transport
Laćarak est situé sur la route régionale R-103 qui conduit de Kuzmin à Voganj en passant par Sremska Mitrovica ; la localité est bordée par l'autoroute Belgrade-Zagreb (route européenne E70). Elle se trouve également sur la voie de chemin de fer Belgrade-Šid.